# Сцинтилация
Сцинтилация се нарича появата на блестене в някои материали при попадането в тях на йонизираща частица. За регистриране на явлението се използва фотоелектронен умножител (ФЕУ). Качества на сцинтилационните детектори са сравнителната им простота, сигурност, дълготрайност, висока ефективност за g-кванти, сигналът зависи от енергията на частиците. Състои се от сцинтилационен кристал (или друг вид сцинтилиращ материал), който е в оптична връзка с ФЕУ или направо с чрез световод. Непосредствено за цокъла на ФЕУ е монтиран делителят на напрежение и често след него предусилвател. Всички елементи са затворени в непроницаем за светлината кожух; чрез цилиндър от μ-метал се предпазва от проникването на външни магнитни полета. Сцинтилационните детектори са едни от най-разпространените в ядрената физика.
Сцинтилаторите се характеризират с конверсионна ефективност: С=aohn/Е това е отношението на всички фотони (ао – броят им) към пълната енергия на частицата Е. Съществува връзката: ао=e*Е, като e=c/nn се нарича светлинен добив – брой фотони в сцинтилатора на единица енергия. За създаване на сцинтилация са необходими около 100eV отдадена от лъчението енергия. g-квантите взаимодействат чрез един от трите процеса – фотоелектричен ефект, комптъново разсейване или раждане на двойка.